# Чад на летних Олимпийских играх 1984
Чад принимал участие в Летних Олимпийских играх 1984 года в Лос-Анджелесе (США) после двенадцатилетнего перерыва, в четвёртый раз за свою историю, но не завоевал ни одной медали. Страну представляли три легкоатлета.

## Лёгкая атлетика
Спортсменов — 3
Мужчины
| Спортсмен        | Соревнование   | Предварительный раунд | Предварительный раунд | Четвертьфиналы | Четвертьфиналы | Полуфиналы | Полуфиналы | Финал     | Финал     |
| Спортсмен        | Соревнование   | Результат             | Место                 | Результат      | Место          | Результат  | Место      | Результат | Место     |
| ---------------- | -------------- | --------------------- | --------------------- | -------------- | -------------- | ---------- | ---------- | --------- | --------- |
| Хассан Иссака    | 400 м          | 49,64                 | 8                     | Не прошёл      | Не прошёл      | Не прошёл  | Не прошёл  | Не прошёл | Не прошёл |
| Усман Миангото   | 800 м          | 1:56,02               | 8                     | Не прошёл      | Не прошёл      | Не прошёл  | Не прошёл  | Не прошёл | Не прошёл |
| Кемобе Джимассал | Прыжки в длину | 7,37                  | 17                    | Не прошёл      | Не прошёл      | Не прошёл  | Не прошёл  | Не прошёл | Не прошёл |